# Рампа (Парма)
Рампа је насеље у Италији у округу Парма, региону Емилија-Ромања.
Према процени из 2011. у насељу је живело 121 становника. Насеље се налази на надморској висини од 86 м.